# Захаренкова, Ирина Валерьевна
Ири́на Вале́рьевна Захаре́нкова (эст. Irina Zahharenkova; род. 23 февраля 1976 года, Калининград) — эстонская пианистка и клавесинист

ка. Живёт и работает в Финляндии.

## Учёба
Музыкой начала заниматься под руководством матери с четырёхлетнего возраста. Училась в музыкальной школе города Балтийска. Дочь советского морского офицера, жила в Эстонии с тринадцатилетнего возраста.
Окончила Таллинское музыкальное училище имени Георга Отса, а затем — магистратуру Эстонской академии музыки и театра (2003) у Лилиан Семпер и магистратуру Академии имени Сибелиуса (Хельсинки) у Хуэйин Лю-Тавастшерна.

## Премии и награды
На протяжении 2003—2006 годов участвовала в различных международных конкурсах, на многих из них была удостоена наград:
- Первая премия Международного конкурса в Хаэне (Испания) в 2004 г.
- Первая премия Международного конкурса им. Георге Энеску (Румыния) в 2005 г.
- Первая премия Международного конкурса им. Алессандро Касагранде (Италия) в 2006 г.
- Первая премия Международного конкурса имени Баха в Лейпциге (2006).
- Вторая премия на Международном конкурсе имени Чюрлёниса (Литва) в 2003 г.
- Вторая премия на конкурсе в городе Эпинале (Франция) в 2005 г.
- Завоевала третью премию Международного конкурса исполнителей в Женеве (2005).
- Как клавесинистка награждена второй премией на Международном музыкальном конкурсе «Пражская весна» в 2005 году.

На XIII Международном конкурсе имени Чайковского в Москве не прошла дальше второго тура, однако удостоилась восторженных отзывов прессы после выступления в первом туре, завершившегося редким и трудным этюдом «По лестнице дьявола» Дьёрдя Лигети: по выражению газеты «Московский комсомолец»,

То не только игра на рояле; она мяла зал, как фантик от конфетки, хочет — развернёт, хочет — скрутит трубочкой.

.